# 1901–1902-es svájci labdarúgó-bajnokság (első osztály)
Az 1901–1902-es Swiss Serie A volt az 5. alkalommal megrendezett, legmagasabb szintű labdarúgó-bajnokság Svájcban.
A címvédő a Grasshoppers volt. A bajnokságot a Zürich csapata nyerte.

## Keleti csoport
| Hely. | Csapat                | M | Gy | D | V | G+ | G– | Gk  | P  | Továbbjutás vagy kiesés |
| ----- | --------------------- | - | -- | - | - | -- | -- | --- | -- | ----------------------- |
| 1.    | Zürich                | 8 | 8  | 0 | 0 | 65 | 9  | +56 | 16 | Továbbjutó              |
| 2.    | Grasshoppers          | 8 | 6  | 0 | 2 | 46 | 15 | +31 | 12 |                         |
| 3.    | Vereinigte St. Gallen | 8 | 3  | 0 | 5 | 23 | 36 | −13 | 6  |                         |
| 4.    | Fire Flies Zürich     | 8 | 3  | 0 | 5 | 15 | 49 | −34 | 6  |                         |
| 5.    | Blue Stars St. Gallen | 8 | 0  | 0 | 8 | 8  | 48 | −40 | 0  |                         |

## Központi csoport
| Hely. | Csapat          | M | Gy | D | V | G+ | G– | Gk  | P  | Továbbjutás vagy kiesés |
| ----- | --------------- | - | -- | - | - | -- | -- | --- | -- | ----------------------- |
| 1.    | Young Boys Bern | 7 | 5  | 1 | 1 | 26 | 8  | +18 | 11 | Továbbjutó              |
| 2.    | Basel           | 7 | 5  | 0 | 2 | 15 | 7  | +8  | 10 |                         |
| 3.    | Old Boys Basel  | 7 | 4  | 1 | 2 | 27 | 6  | +21 | 9  |                         |
| 4.    | Fortuna Basel   | 7 | 1  | 0 | 6 | 15 | 49 | −34 | 2  |                         |
| 5.    | Excelsior Basel | 4 | 0  | 0 | 4 | 1  | 29 | −28 | 0  |                         |

## Nyugati csoport
| Hely. | Csapat            | M | Gy | D | V | G+ | G– | Gk | P | Továbbjutás vagy kiesés |
| ----- | ----------------- | - | -- | - | - | -- | -- | -- | - | ----------------------- |
| 1.    | Bern              | 6 | 4  | 0 | 2 | 14 | 7  | +7 | 8 | Továbbjutó              |
| 2.    | Servette Genf     | 6 | 3  | 0 | 3 | 9  | 11 | −2 | 6 |                         |
| 3.    | La Chaux-de-Fonds | 6 | 2  | 1 | 3 | 8  | 6  | +2 | 5 |                         |
| 4.    | Neuchâtel         | 6 | 2  | 1 | 3 | 9  | 16 | −7 | 5 |                         |

## Döntő
| Hely. | Csapat          | M | Gy | D | V | G+ | G– | Gk | P | Továbbjutás vagy kiesés |
| ----- | --------------- | - | -- | - | - | -- | -- | -- | - | ----------------------- |
| 1.    | Zürich          | 2 | 2  | 0 | 0 | 9  | 1  | +8 | 4 | Bajnok                  |
| 2.    | Young Boys Bern | 2 | 0  | 1 | 1 | 2  | 4  | −2 | 1 |                         |
| 3.    | Bern            | 2 | 0  | 1 | 1 | 3  | 9  | −6 | 1 |                         |

### Mérkőzések
| 1. csapat         | Eredmény | 2. csapat  |
| ----------------- | -------- | ---------- |
| 1902. április 6.  |          |            |
| Zürich            | 2–0      | Young Boys |
| 1902. április 13. |          |            |
| Bern              | 2–2      | Young Boys |
| 1902. április 20. |          |            |
| Zürich            | 7–1      | Bern       |

A Zürich szerezte meg a bajnoki címet.